# Tokharer

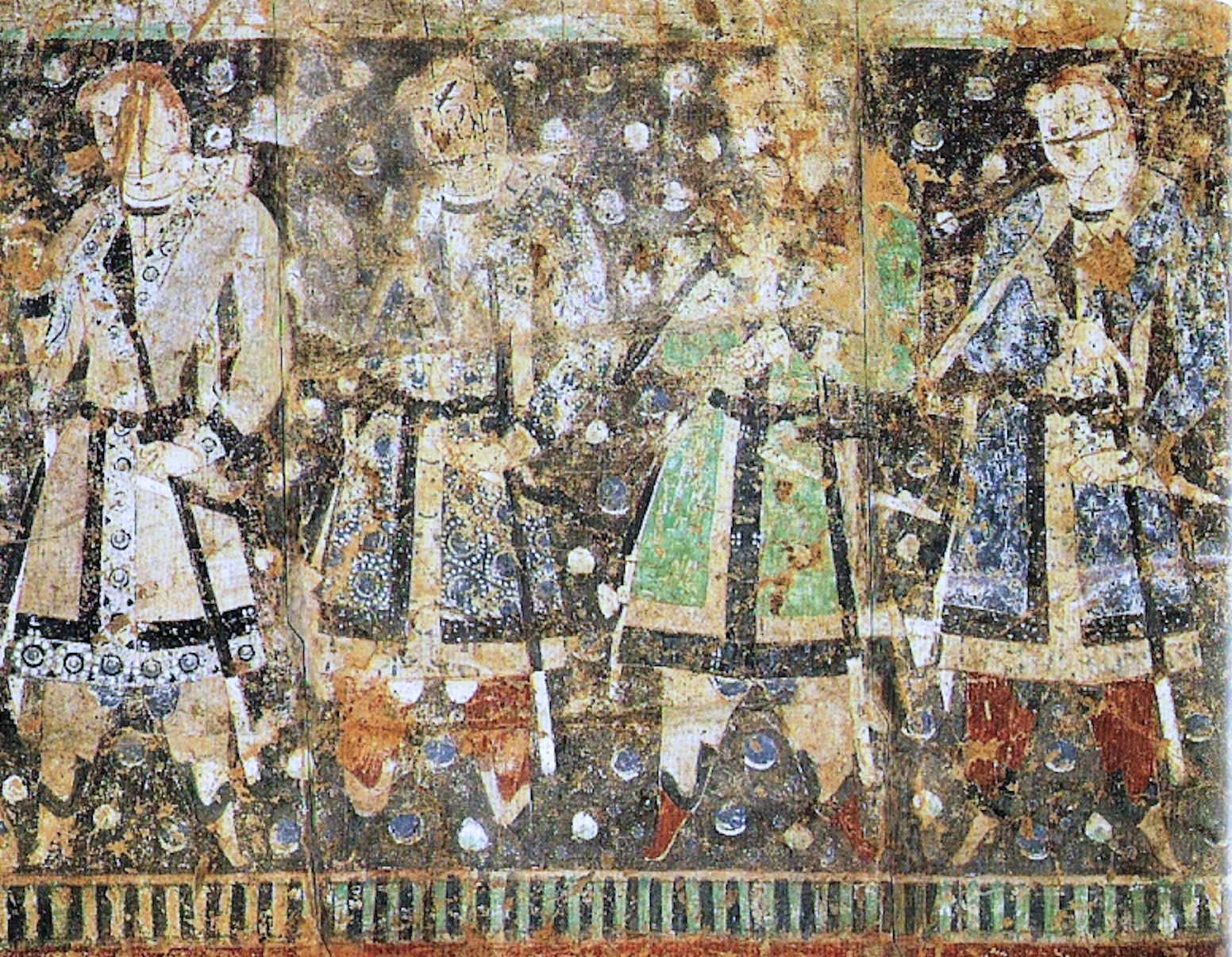
Väggmålningen "Tochariska prinsar" från Sixteen Sword-Bearers grottan (nr. 8), Qizil, Tarim Basin, Xinjiang, Kina. Kol-14-datering: 432–538 e. Kr.. Originalet finns på museet för indisk konst i Berlin.

Tokharer var invånare i de stadsstater som existerade i oaserna i norra kanten av Tarimbäckenet (nuvarande Xinjiang, Kina) under antiken och medeltiden. Deras tokhariska (en gren av den indoeuropeiska familjen) är känd från manuskript från 600-800 f.Kr., varefter det undan för undan ersattes av det turkiska språk som talades av de uiguriska folken.
I Centralasien återfinns mumier från cirka 1800 f.Kr., och under 100-talet f.Kr. uppstod stadsstater i oaserna som blev mellanled i handeln mellan Kina och Medelhavsområdet genom sidenvägen. Från 700-talet e. Kr. ersattes dessa av uiguriska städer och riken och de sista skrifterna på tokhariska är från 1200-talet.  